# 讷伊斯
讷伊斯（荷蘭語：Nuis，發音：[nœys]）是荷蘭格羅寧根省的一個村莊，屬於韋斯特夸蒂爾市鎮，2021年有人口670人。